# François Tabar
Pour les articles homonymes, voir Tabar (homonymie).
François Tabar, né à Paris (ancien 1er arrondissement) le 16 janvier 1819 et mort à Argenteuil le 29 mars 1869, est un peintre français.
Élève de Paul Delaroche, Tabar s’est spécialisé dans les tableaux historiques. Il a exposé au Salon de 1859 où Baudelaire a remarqué un de ses tableaux.
Il a fourni à Henry Murger le modèle du Marcel de l'œuvre littéraire Scènes de la vie de bohème.

## Œuvres
- Épisode de la campagne d'Égypte, Bordeaux, musée des beaux-arts
- Guerre de Crimée, attaque d'avant-poste, 1859
- Guerre de Crimée, fourrageurs, 1859
- La Roche-fauve (Dauphiné), 1859
- Le Supplice de Brunehaut, Rouen, musée des beaux-arts
- Paysage, Marseille, musée Grobet-Labadié
- Scène de la guerre de Crimée, 1854, Compiègne, musée national du château
- Attila faisant massacrer des prisonniers, musée de Louviers, donné par l'État en 1881